# Sibiu (stacja kolejowa)
Sibiu – stacja kolejowa w Sybinie, w okręgu Sybin, w Rumunii. Stacja posiada 3 perony.